# Evangelizar FM
Evangelizar FM é uma emissora de rádio brasileira sediada em Curitiba, capital do estado do Paraná. Opera no dial FM, na frequência 99.5 MHz, e faz parte da Rede Evangelizar de Comunicação, ligada à Associação Evangelizar é Preciso, que também controla a Rádio Evangelizar e a TV Evangelizar. Foi inaugurada em 1.º de maio de 2017, substituindo a Lumen FM. A emissora conta com uma repetidora no município de Lapa.

## História
A Evangelizar FM surgiu a partir do fim da Lumen FM, que em março de 2017 anunciava o encerramento de suas atividades e o repasse da concessão pertencente ao Grupo Marista para a Associação Evangelizar é Preciso. A emissora deixou o dial em 1.º de maio de 2017, sendo substituída pela Rádio Evangelizar. Posteriormente, entrou no ar em definitivo a Evangelizar FM, que também repete parte da emissora AM mas com projeto diferenciado, que inclui produção jornalística e programação musical secular. Essa emissora tinha como propósito manter o público adulto ouvinte da Lumen FM.
Após a estreia, a Evangelizar FM também passou a ser repetida na frequência 90.9 MHz, de Lapa, que antes repetia a programação da rádio AM. Em junho de 2018, esta frequência assumiu novo projeto próprio, a Renova FM, também ligado à Associação Evangelizar é Preciso. No mês seguinte, a Evangelizar FM voltou a ser transmitida na 90.9 MHz de Lapa após trocar de frequência com a Renova FM. A última transmissão da Evangelizar FM ocorreu no dia 31 de outubro de 2018, sendo que no dia seguinte a Renova FM retorna à frequência.
Em 4 de abril de 2019, a Evangelizar FM retorna ao dial de Curitiba nas duas frequências da Renova FM. A nova programação foi divulgada no VII Retiro Nacional Evangelizar é Preciso, ocorrido em 6 de abril. A programação mantêm a mesma proposta da emissora antecessora.
Em 16 de dezembro de 2019 a Rede Evangelizar também adquiriu a Clube FM 101,5 MHz.